# Fornarina (cupletista)
Consuelo Vello Cano, conocida por La Fornarina (Madrid, 28 de mayo de 1884-Madrid, 17 de julio de 1915) fue una cupletista española de principios del siglo XX cuya breve carrera –apenas quince años– no le impidió alcanzar fama en España y Europa. Entre sus admiradores se citan los nombres de Jacinto Benavente y los hermanos Antonio y Manuel Machado.

## Biografía
Era hija del guardia civil Laureano Vello Álvarez y de Benita Cano Rodríguez, que trabajaba como lavandera. 
Hizo sus primera tablas conocidas como corista en el Teatro de la Zarzuela de Madrid, y también se la documenta en el Salón Japonés de esta capital. Su apodo se debe al parecer al periodista de La Época Javier Betegón, nombre con el que ya aparece en el Teatro Romea madrileño, en el Teatro Nuevo Retiro de Barcelona y en el Salón Novedades de Valencia. Desde 1904, la leyenda de la cupletista quedó asociada al nombre del letrista José Juan Cadenas.
Su aparición en el extranjero puede situarse en 1905, en el Coliseo dos Recreios de Lisboa. Pronto se hizo estrella del Lara, el Novedades y la Zarzuela, todos ellos en Madrid, y el Teatro Príncipe Real de Oporto. Su gran entrada en el ámbito internacional se produjo en el «Apollo Théatre» de París el año 1907. En esa ciudad conoció a Quinito Valverde, autor de la canción Clavelitos (1909) que fue el gran éxito de la cupletista. Con ella pisó los escenarios del Alhambra Theatre, en Londres, el Olympia de París o el Palais Soleil de Montecarlo, llegando a actuar en San Petersburgo en 1909. Tras la larga gira europea, Alfonso XIII presidió una de sus actuaciones en el Teatro de la Comedia.
En 1914, un año antes de su prematura muerte, estrenó El último cuplé (tema que inspiró ya en 1957 la película del mismo título, protagonizada por otra gran diva, Sara Montiel). Los críticos de la época han dejado escrito que suplía su escasa voz con una buena modulación y unos "tonos graves exquisitos". Murió en pleno éxito, a los 31 años, y está sepultada en la Sacramental de San Isidro.

## Reconocimientos
El Ayuntamiento de Madrid colocó una placa de recordatorio de La Fornarina en el lugar donde estuvo su residencia, en la confluencia de la calle de María de Molina y la calle Salas; en ella se dice "que cambió la canción de su tiempo".